# Cambridgea arboricola
Cambridgea arboricola là một loài nhện trong họ Stiphidiidae.
Loài này thuộc chi Cambridgea. Cambridgea arboricola được A.T. Urquhart miêu tả năm 1891.